# Jhajjar
Jhajjar ist eine Stadt (Municipal Committee) im nordwestindischen Bundesstaat Haryana.
Die Stadt liegt 55 km westlich vom Stadtzentrum der Bundeshauptstadt Neu-Delhi. Jhajjar ist Verwaltungssitz des gleichnamigen Distrikts. Bahadurgarh, größte Stadt im Distrikt, liegt 27 km ostnordöstlich. Die Stadt Jhajjar hatte beim Zensus 2011 48.424 Einwohner. Die Stadt ist eine selbstverwaltete Kommune vom Typ eines Municipal Committee. Sie ist in 19 Wards gegliedert.
Die nationale Fernstraße NH 71 verbindet Jhajjar mit dem 30 km nördlich gelegenen Rohtak sowie mit dem 45 km südlich gelegenen Rewari. Die Bahnstrecke Rohtak–Rewari führt ebenfalls an der Stadt vorbei.

## Söhne und Töchter der Stadt
- Sumit Nagal (* 1997), Tennisspieler
- Manu Bhaker (* 2002), Sportschützin
- Suruchi Singh (* 2006), Sportschützin